# Distrito de Kannur
Kannur (en malayalam; കണ്ണൂർ ജില്ല) es un distrito de India, en el estado de Kerala. 
Comprende una superficie de 2966 km². Según el censo de 2011, contaba con una población total de 2 525 637 habitantes.
El centro administrativo es la ciudad de Cananor (Kannur).
La mayoría de la población está formada por hinduistas (59.8%), habiendo minorías destacables de musulmanes (29.4%) y cristianos (10.4%). El malabar es el único idioma hablado en la mayor parte del distrito. La alfabetización alcanza al 95.10% de la población.

## Organización territorial
Se divide en cinco talukas: Thalassery, Iritty, Cananor, Taliparamba y Payyanur. En cuanto a la autonomía local específica de las ciudades, la capital Cananor posee el estatus de corporación municipal desde 2015, mientras que otras nueve ciudades funcionan como municipios: Thalassery, Taliparamba, Payyanur, Mattanur, Kuthuparamba, Anthoor, Iritty, Panoor y Sreekandapuram.